# 미르잠
미르잠(Mirzam) 또는 큰개자리 베타(β CMa)는 큰개자리 방향으로 지구로부터 약 500 광년(약 150 파섹) 떨어져 있는 항성이다. 근대 별자리에서 미르잠은 '개의 앞발' 부위에 해당된다.

## 명칭
큰개자리 베타(Beta Canis Majoris)는 바이어 명명법에 따른 표기이다. 전통적으로 불려오던 이름 미르잠(Mirzam) 또는 알-무르짐(Al-Murzim), 무르짐(Murzim)은 아랍어 مرزم ('전령')에서 온 것으로 이 명칭은 미르잠이 밤하늘에서 시리우스가 뜨는 것을 '미리 알리는'(시리우스보다 먼저 떠오르는) 위치에 착안하여 붙여졌을 가능성이 있다. 2016년 국제천문연맹의 항성명칭 워킹그룹(WGSN)은 2016년 7월 1차 공고에서 이 별에 미르잠 Mirzam 을 공식 고유명칭으로 부여하였다.
중화권에서 미르잠은 큰개자리 누3, 큰개자리 15, 큰개자리 파이, 큰개자리 오미크론1, 큰개자리 크시1과 함께 군시(軍市, 군인을 대상으로 하는 시장)의 구성원이다. 이들 중 미르잠 하나만을 일컫는 이름은 군시1(軍市一)이다. R. H. Allen은 이 명칭으로부터 미르잠의 이름을 Kuen She 로 표기했다.
둔황 성도에는 미르잠이 Yeji ('장끼' 의미)로 표기되어 있으며 당대에는 이 별이 현재 위치보다 약 10 도 북쪽에 위치해 있었음을 알 수 있다.
투아모투족은 미르잠을 오우포 Oupo 로 부른다.

## 특성
| 주기 (일−1) | 진폭 (km s−1) |
| ----------- | ------------- |
| 3.9793      | 2.7           |
| 3.9995      | 2.6           |
| 4.1832      | 0.7           |

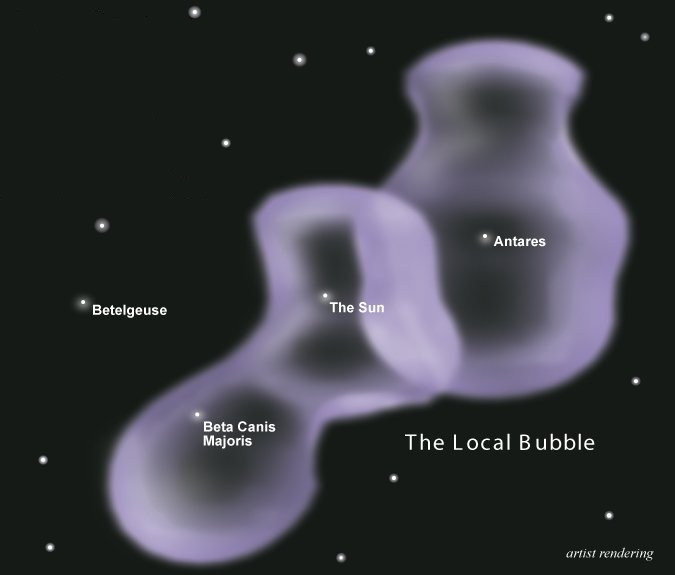
미르잠(좌측 하단 Beta Canis Majoris)은 국부 거품의 변두리에 위치하고 있다.

미르잠은 세페우스자리 베타형 변광성으로 6 시간 주기로 겉보기등급이 +1.97과 +2.01 사이에서 변동한다. 이 밝기 변화량은 너무 작아서 맨눈으로 감지할 수 없다. 광도에 이런 변동이 일어나는 이유는 항성의 외포층이 주기적으로 맥동하기 때문이다. 이 맥동 주기는 총 세 가지로 셋 다 주기가 약 6 시간이다. 이들 중 진폭이 큰 주기 둘은 합쳐져서 다시 약 50 일 주기의 맥놀이 주기를 갖는다. 가장 강한 맥동은 방사형 처음 배진동(radial first overtone)의 형태이며 두 번째 맥동은 비방사형 형태이다.
이 별의 질량은 약 태양의 13 ~ 14 배이며 반지름은 태양의 8 ~ 11 배이다. 항성 외포층의 유효온도는 약 23150 켈빈으로 태양의 5778 켈빈보다 훨씬 뜨겁다. 전자의 높은 온도에서 방출되는 에너지로 인해 항성은 B형 별의 특징인 청백색 빛을 뿜는다. 미르잠의 예상 나이는 1200 ~ 1300 만 년으로 미르잠 정도 질량의 항성은 거성으로 진화한 단계에 해당된다. 항성의 분광형 B1 II-III은 이 별이 스펙트럼상으로 거성과 밝은 거성의 중간 단계에 위치해 있음을 뜻한다.
유럽 우주국의 히파르코스 위성의 관측 결과에 따르면, 미르잠은 450만 년 전 지구와 불과 40 광년밖에 떨어져 있지 않았다. 이 당시 미르잠은 밤하늘에서 -3.6 등급의 밝기로 빛나고 있었는데, 이는 금성의 밝기와 거의 비슷한 값이다.

## 문화
미르잠은 브라질의 국기에 있는 항성들 중 하나로 아마파주를 상징한다.
무르짐 (AK-95) Murzim (AK-95)는 미국 해군 크레이터급 화물선으로 이 별의 고유 명칭들 중 하나를 따라 명명되었다.

### 참조주
1. 1 2 3  Allen, Richard Hinckley (1899), “Star-names and their meanings”, 《New York》: 129–130, Bibcode:1899sntm.book.....A
2. ↑  “V* bet CMa -- Variable Star of beta Cep type”, 《SIMBAD》 (Centre de Données astronomiques de Strasbourg), 2012년 1월 2일에 확인함
3. 1 2 3 4 5 6  van Leeuwen, F. (November 2007), “Validation of the new Hipparcos reduction”, 《Astronomy and Astrophysics》 474 (2): 653–664, arXiv:0708.1752, Bibcode:2007A&A...474..653V, doi:10.1051/0004-6361:20078357
4. 1 2 3  Cousins, A. W. J. (1972), “UBV Photometry of Some Very Bright Stars”, 《Monthly Notes of the Astronomical Society of Southern Africa》 31: 69, Bibcode:1972MNSSA..31...69C
5. ↑  Balona, L. A.; Bregman, L.; Letsapa, B. A.; Magoro, B. T.; Walsh, S. E. (1996). “The Pulsation Frequencies of beta CMa”. 《Information Bulletin on Variable Stars》 4313: 1. Bibcode:1996IBVS.4313....1B.
6. ↑  Shobbrook, R. R.; Handler, G.; Lorenz, D.; Mogorosi, D. (2006). “Photometric studies of three multiperiodic β Cephei stars: β CMa, 15 CMa and KZ Mus”. 《Monthly Notices of the Royal Astronomical Society》 369 (1): 171–181. arXiv:astro-ph/0603754. Bibcode:2006MNRAS.369..171S. doi:10.1111/j.1365-2966.2006.10289.x.
7. ↑  Wilson, Ralph Elmer (1953), “General Catalogue of Stellar Radial Velocities”, 《Washington》, Bibcode:1953GCRV..C......0W
8. 1 2 3 4  Hubrig, S.;  외. (June 2006), “Discovery of magnetic fields in the βCephei star ξ1 CMa and in several slowly pulsating B stars*”, 《Monthly Notices of the Royal Astronomical Society: Letters》 369 (1): L61–L65, arXiv:astro-ph/0604283, Bibcode:2006MNRAS.369L..61H, doi:10.1111/j.1745-3933.2006.00175.x
9. 1 2 3 4 5 6 7  Mazumdar, A.;  외. (November 2006), “An asteroseismic study of the β Cephei star β Canis Majoris”, 《Astronomy and Astrophysics》 459 (2): 589–596, arXiv:astro-ph/0607261, Bibcode:2006A&A...459..589M, doi:10.1051/0004-6361:20064980
10. 1 2  Abt, Helmut A.;  외. (July 2002), “Rotational Velocities of B Stars”, 《The Astrophysical Journal》 573 (1): 359–365, Bibcode:2002ApJ...573..359A, doi:10.1086/340590
11. ↑  Samus, N. N.; Durlevich, O. V.;  외. (2009). “VizieR Online Data Catalog: General Catalogue of Variable Stars (Samus+ 2007–2013)”. 《VizieR On-line Data Catalog: B/gcvs. Originally Published in: 2009yCat....102025S》 1: 02025. Bibcode:2009yCat....102025S.
12. 1 2  Zorec, J.;  외. (July 2009), “Fundamental parameters of B supergiants from the BCD system. I. Calibration of the (λ_1, D) parameters into Teff”, 《Astronomy and Astrophysics》 501 (1): 297–320, arXiv:0903.5134, Bibcode:2009A&A...501..297Z, doi:10.1051/0004-6361/200811147
13. ↑  “IAU Catalog of Star Names”. 2016년 7월 28일에 확인함.
14. ↑  “IAU Working Group on Star Names (WGSN)”. 2019년 3월 30일에 원본 문서에서 보존된 문서. 2016년 5월 22일에 확인함.
15. ↑  “Bulletin of the IAU Working Group on Star Names, No. 1” (PDF). 2016년 7월 28일에 확인함.
16. ↑  (중국어) 中國星座神話, written by 陳久金. Published by 台灣書房出版有限公司, 2005, ISBN 978-986-7332-25-7.
17. ↑  (중국어) 香港太空館 - 研究資源 - 亮星中英對照表 보관됨 2011-01-30 - 웨이백 머신, Hong Kong Space Museum. Accessed on line November 23, 2010.
18. ↑  Jean-Marc Bonnet-Bidaud; Dr Françoise Praderie & Dr Susan Whitfield (2009년 6월 16일). “The Dunhuang Chinese Sky: A Comprehensive Study Of The Oldest Known Star Atlas”. 2014년 4월 2일에 원본 문서에서 보존된 문서.
19. ↑  Makemson 1941, 239쪽.
20. ↑  “The Colour of Stars”, 《Australia Telescope, Outreach and Education》 (Commonwealth Scientific and Industrial Research Organisation), 2004년 12월 21일, 2012년 3월 10일에 원본 문서에서 보존된 문서, 2012년 1월 16일에 확인함
21. ↑  가이 콘솔매그노; 댄 데이비스. 《오리온 자리에서 왼쪽으로》. 해나무. 65쪽.
22. ↑  “Astronomy of the Brazilian Flag”. FOTW Flags Of The World website. 2009년 6월 28일에 원본 문서에서 보존된 문서.

### 참고 서적
- Makemson, Maud Worcester (1941), 《The Morning Star Rises: An Account of Polynesian Astronomy》, Yale University Press